# 平岩紙
平岩紙（日语：／ Hiraiwa Kami，1979年11月3日—）是日本的女演員。出生於大阪府吹田市。畢業於舞台藝術學院戲劇本科（第50期），所屬事務所為大人計畫。本名為山內 加奈（やまうち かな），舊藝名與婚前本名為平岩 加奈（ひらいわ かな）。丈夫為搖滾樂團「富士纖維」（日语：フジファブリック）的山內總一郎。

## 生平
高中畢業前夕，在決定升學方向的三方面談前夜，儘管從未有戲劇經驗，她隨口向母親說「我啊，有點想當演員看看」，結果母親回：「想做的話就去東京吧」，於是被建議報考舞台藝術學院，遂赴東京進入該校戲劇本科第50期就讀。
看到朋友帶來的海報後，參加了2000年舉行的大人計畫新人徵選。通過書面審查後，在「2分半自我介紹」的實技審查中戴著太陽眼鏡和豹紋頭套吹奏法國號而獲得合格。同年於音樂劇《潔麗——與神相約的女子》中，以平岩加奈為藝名正式出道。因膚色潔白如紙，劇團主宰松尾鈴木為她取名「紙」。
她因在《假面騎士亞極陀》、《儲物櫃裡的花子小姐》、《木更津貓眼》等劇中的演出而受到矚目，至今仍是宮藤官九郎作品的常客。
2010年10月，她於NHK綜合播出的《松本人志的短劇MHK》中飾演松本人志的妻子，首次挑戰短劇。2011年4月起，她在深夜動畫《元氣!!江古田醬》中飾演主角江古田醬，首次挑戰聲優工作。
在私生活方面，與其出演松尾鈴木創作與導演的2016年3月播出節目《松尾鈴木小時光「戀愛就要在你身邊」》（NHK綜合）時認識，後開始交往的富士纖維樂團成員山內總一郎，於2020年1月1日遞交結婚登記。於2023年6月3日報導已產下第一胎（出生時間與性別未公開）。

## 人物
身高161公分，體重49公斤，血型為A型。
特技為法國號、大阪腔。學生時代為管樂團成員。2006年組成了名為「紙交響」的吹奏樂團，並曾演出（本人擔任法國號）。
於《タイノッチ》節目中被稱作「小紙」（日语：紙ちゃん）。該節目中她曾在保齡球表現奇蹟高分，展現存在感，然而在常識問答中表現平平，經常對簡單問題回應「咦？！（不知道）」，險些錯失獎金。對此，與她共演的千原浩史評價道：「小紙……是恐怖片吧」。

## 演出作品

### 電視劇

#### NHK
- 連續電視小說
  - 歡迎光臨、千歲醬（2001年） - 紀念品店顧客
  - 鬼太郎之妻（2010年） - 野村千代子
  - 大姊當家（2016年） - 森田照代[13]
  - 如虎添翼（2024年） - 大庭（竹原）梅子[14]
- 儲物櫃裡的花子小姐（2002年－2003年） - 木幡杏子
- 大河劇
  - 新選組！（2004年） - 初菊
  - 偵探X的挑戰狀！（2009年） - 桐子
  - 在風中飄揚的塑膠布（2009年） - 栗田尚美
- 我創作的第一部劇
  - 「被F與P夾住的N，朝本武之案例」（2010年） - 香（山菜香）
  - 「環保婚禮」（2011年） - 安達雪（主演）
- 祝女 第三季（2011年－2012年）
- 今日諸事大吉（2012年） - 川田真弓
- 葬禮上見吧（2014年） - 大田黑希衣子
- 透明的搖籃 第二集（2018年） - 菊田里佳子
- 明察小會計 第四集（2019年） - 平松由香利
- 療癒心傷（2020年） - 新島護士
- 倫敦的山本五十六（2021年） - 山本禮子[15]
- 大奧 Season2「幕末篇」（2023年） - 觀行院[16]

#### 日本電視台
- 我的魔法師（2003年）
- 戀愛世紀 特別篇（2006年） - 藤本芳江
- 巧克力（2009年） - 桃野佳代
- 紅鼻子的老師（2009年） - 西森倫子
- 髒媽媽!（2012年） - 牧野美穗
- 赤川次郎原作 毒＜Poison＞（2012年） - 田村美保
- 單身女子的聖誕節（2012年12月17日－12月19日） - 矢島凛子
- 今天不上班（2014年） - 笹野一華
- 黑色醜聞（2018年10月4日－，讀賣電視台製作） - 花園由祐子[17]
- 我的裙子，去哪了？ 第2集（2019年4月27日） - 戶塚
- 綠山家的早晨（2019年10月22日－10月25日） - 綠山美羽
- 入侵者們的晚餐（2024年1月3日） - 小川惠[18]
- 小鎮星熱點（2025年1月12日－3月16日） - 日比野美波[19]

#### TBS電視台
- 拯救地球的男人（2002年） - 哈露美
- 木更津貓眼（2002年） - 咪子
- 曼哈頓愛情故事（2003年） - 原醬
- 秋葉原@DEEP（2006年） - 祥子
- 特急田中3號（2007年） - 小島理子
- S-終極警官 第8集（2014年3月2日） - 藤波優子
- 我不是無法結婚，是不婚（2016年4月） - 伊藤優里
- 戀愛可以持續到天長地久（2020年） - 根岸茉莉子
- 我家的故事（2021年） - 由香[20]
- 離婚活動（2021年） - 鹿濱楓[21]
- 99.9 -刑事專門律師- 完全新作SP 新相遇篇（2021年） - 植木美奈子
- 如果能說100萬次就好了（2023年） - 魚住叶惠[22]

#### 富士電視台
- 世界奇妙物語
  - 「大人考試」（2001年）
  - 「空中醫生」（2013年） - 空服員A
- 謊言情人（2001年）
- 帶我去旅館（2001年）
- 人性的證明（2004年） - 和子
- X'smap～虎與獅與五個男人～（2004年）
- 折翼的天使們（2006年）
- 來自美麗海的賀年卡（2007年） - 知念明美
- 阿部禮司（2008年） - 加奈子
- 求婚兄弟～依出生順序，男人的結婚方法～（2011年） - 雪
- 蜜之味～A Taste Of Honey～（2011年） - 長谷瑠璃子
- 真實的恐怖故事 夏季特別篇2013「影子的暗示」 - 畑中小枝
- 單身貴族（2013年） - 現王園玲子
- 父子警探（2014年） - 本田加奈子
- 結婚對象由抽選決定（2018年） - 花村早苗
- 大誘拐2018（2018年） - 田宮英子
- 監察醫 朝顏（2019年） - 藤堂繪美
  - 監察醫 朝顏 特別篇（2019年）
  - 監察醫 朝顏 第2季（2020年－2021年）
  - 監察醫 朝顏2025新春特別篇（2025年）[23]
- BLUE MOMENT（2024年） - 上野香澄[24]
- 新宿野戰醫院（2024年） - 高峰葉月[25]
- 我們還不懂那顆星球的校規（2025年） - 山田美鄉

#### 朝日電視台
- 假面騎士亞極陀（2001年） - 關谷真澄
- 越界搜查熱情篇（2003年） - 堀川結衣
- 網球甜心（2004年） - 島真理子
- 菊次郎與早紀（2005年） - 櫻庭美子
- 凝視愛與死（2006年） - 竹井護士
- 富豪刑警（2006年） - 花里椿
- 相棒
  - 第6季 第10集（2008年） - 折原國子
  - 第14季 第5集（2015年） - 長江菜美子
- 冰之華（2008年） - 田村幸子
- 最後簡訊（2008年） - 御靈珠實
- 我的乖乖女（2009年） - 片桐晴香
- 警視廳搜查一課9係（2011年） - 水島明美
- 派遣女醫X（2012年） - 花山三惠
- 週六懸疑劇場
  - 「百貨公司執行人！天王寺珠美的殺人推理6」（2013年） - 椎名有希
- 女囚7人（2017年） - 津田櫻子
- 阿嘉莎·克莉絲蒂 二夜連續電視劇特別篇《大女優殺人事件～遲來的報復～》（2018年3月25日） - 神之小路凜
- 津田梅子～變成鈔票的留學生～（2022年3月5日） - 下田歌子[26]

#### 東京電視台
- 女人與愛與懸疑
  - 「和泉教授夫婦系列2」（2002年） - 上森愛子
- 雪本的工作（2007年） - 阿桂美醬
- 賣命人生（BS JAPAN，2018年） - 小澤幸
- 這本漫畫真厲害！「平岩紙的《城市電影院》」（2018年11月10日）
- 傷心小酒館（2021年） - 安達芳美[27]

#### WOWOW
- 麵包、湯與貓咪日和（2013年） - 花盆裡的女子
- 劇集W 雨中消失的向日葵（2022年7月24日－8月21日） - 真由子[28]

## 外部連結
- 平岩紙 - 大人計画 OFFICIAL WEBSITE